# Висенте, Карлос
Ка́рлос Висе́нте Ро́блес (исп. Carlos Vicente Robles; род. 23 апреля 1999, Сарагоса, Арагон) — испанский футболист, вингер клуба «Алавес».

## Клубная карьера
Висенте — воспитанник клуба «Сарагоса». В 2017 году игрок дебютировал за дублирующий состав. В 2020 году игрок покинул команду, после того, как не смог пробиться в основной состав. После Карлос выступал за клубы низших дивизионов «Ла-Побла-де-Мафумет», «Эхеа» и «Калаорра». Летом 2022 года Висенте перешёл в «Расинг Ферроль». 27 августа в матче против «Райо Махадаонда» он дебютировал в Первом дивизионе Испании. 17 сентября в поединке против «Культураль Леонеса» Карлос забил свой первый гол за «Расинг Ферроль». По итогам сезона игрок помог клубу выйти в более высокий дивизион. 12 августа 2023 года в матче против «Эльче» он дебютировал в Сегунде.
В начале 2024 года Висенте перешёл в «Алавес», подписав контракт на 3 года. 2 января в матче против «Реал Сосьедада» он дебютировал в Ла Лиге. 12 января в поединке против «Севильи» Карлос забил свой первый гол за «Алавес».